# Hubertus Senff
Hubertus Senff (* 4. Januar 1935 in Insterburg; † 18. August 2004 in Telgte) war ein deutscher Generalmajor. Er war von 1984 bis 1987 Amtschef des Amtes für den Militärischen Abschirmdienst (MAD) in Köln.

## Leben
Senff wurde 1935 als Sohn eines im Krieg gefallenen Forstmeisters in Ostpreußen geboren. Nach dem Abitur 1955 an einem Gymnasium in Braunschweig studierte er drei Semester Rechtswissenschaften an der Universität Frankfurt am Main und wurde in dieser Zeit in Frankfurt Mitglied des Corps Saxonia Leipzig.
1956 trat er als Offizieranwärter des Heeres der Bundeswehr in das Panzerlehrbataillon in Munster ein. 1958 wurde er zum Leutnant befördert. Er war Zugführer, Personal- und Ordonnanzoffizier. Später wurde er Kompaniechef im Panzerbataillon 213 in Augustdorf. Er durchlief von 1966 bis 1968 die 9. Generalstabsausbildung (Heer) an der Führungsakademie der Bundeswehr (FüAkBw) in Hamburg.
Im Jahre 1968 erfolgte die Beförderung zum Major. Von 1968 bis 1971 war er als Stabsoffizier G1 und G3 im Stab der 1. Panzergrenadierdivision in Hannover für Personal bzw. Führung, Ausbildung und Organisation zuständig. Als Oberstleutnant wurde er 1971 Bataillonskommandeur eines Panzerbataillons und im Anschluss Adjutant des Inspekteurs des Heeres Generalleutnant Horst Hildebrandt. 1977 war er am NATO Defense College (NDC) in Rom und von 1977 bis 1980 als Oberst Dezernent beim Deutschen Militärischen Vertreter beim NATO-Hauptquartier in Brüssel. Vom 1. April 1980 bis zum 31. März 1983 war er Brigadekommandeur der Panzergrenadierbrigade 19 in Ahlen.
1983 wurde er als Brigadegeneral Stabsabteilungsleiter der Stabsabteilung IV (Organisation) im Führungsstab des Heeres (Fü H) in Bonn. Von 1984 bis 1987 war er Amtschef des Amtes für den Militärischen Abschirmdienst (MAD). Vor seiner Ernennung zum Leiter des MAD hatte er keine Verwendungen im nachrichtendienstlichen Bereich durchlaufen. In seiner letzten Verwendung war Senff Divisionskommandeur der 11. Panzergrenadierdivision in Oldenburg.
Senff war Vorsitzender der Gemeinschaft evangelischer Ostpreußen (GeO).

## Auszeichnungen
- 1968: Ehrenmedaille General von Clausewitz
- 1984: Bundesverdienstkreuz am Bande
- 1990: Bundesverdienstkreuz 1. Klasse[4]

## Schriften (Auswahl)
- Die Entwicklung der Panzerwaffe im deutschen Heer zwischen den beiden Weltkriegen. Eine Untersuchung der Auffassungen über ihren Einsatz anhand von Vorschriften, literarischer Diskussion und tatsächlichem Heeresaufbau. Im Auftrag der Clausewitz-Gesellschaft, Mittler, Frankfurt am Main 1969.